# Melanotaenia gracilis
The slender rainbowfish (Melanotaenia gracilis) là một loài cá thuộc họ Melanotaeniidae. Nó là loài đặc hữu của Úc.